# Les Issards
Les Issards är en kommun i departementet Ariège i regionen Occitanien i södra Frankrike. Kommunen ligger  i kantonen Pamiers-Est som ligger i arrondissementet Pamiers. År 2022 hade Les Issards 253 invånare.

## Befolkningsutveckling
Antalet invånare i kommunen Les Issards
Referens: INSEE